# Spodnje Laze
Spodnje Laze je naselje u slovenskoj Općini Gorju. Spodnje Laze se nalazi u pokrajini Gorenjskoj i statističkoj regiji Gorenjskoj. 

## Stanovništvo
Prema popisu stanovništva iz 2002. godine naselje je imalo 57 stanovnika.